# Affaire Gas et Dubois c. France
Gas et Dubois c. France est un arrêt de la Cour européenne des droits de l'homme datant du 15 mars 2012 selon lequel un État a le droit d'interdire l'adoption d'un enfant par un coparent homosexuel si sa législation établit que des concubins n'ont pas le droit d'adopter. La Cour considérant par ailleurs que la Convention européenne des droits de l'homme n'oblige pas les États à reconnaître ou à légaliser les mariages entre personnes du même sexe, elle autorise les États à interdire l'adoption aux couples homosexuels, même si ceux-ci sont interdits de mariage dans leur pays.